# Tipula punctoargentea
Tipula punctoargentea är en tvåvingeart som beskrevs av Alexander 1960. Tipula punctoargentea ingår i släktet Tipula och familjen storharkrankar.
Artens utbredningsområde är Madagaskar. Inga underarter finns listade i Catalogue of Life.